# Miquel Ferrer Flórez
Miquel Ferrer Flórez (Palma, 1922 - 29 d'agost de 2009) fou un historiador mallorquí. Es llicencià en filosofia i lletres per la Universitat de Barcelona. Ha estat catedràtic de l'Escola Universitària d'Estudis Empresarials (1958-1987) i director del Centre Associat de la Universitat Nacional d'Educació a Distància (1979-86).
Ha exercit la docència a Palma a diferents centres d'ensenyament mitjà i universitari, fet que l'ha convertit en un dels professors més reconeguts a Mallorca dins l'àrea d'humanitats. Ha publicat nombrosos llibres d'història de Mallorca i nombrosos articles al Bolletí de la Societat Arqueològica Lul·liana i al Boletín de la Cámara de Comercio, Industria y Navegación de Palma de Mallorca, entre altres revistes científiques. Cal destacar la seva tasca com a investigador sobre temes de l'economia i la societat de Mallorca i, en especial, del sistema d'explotació agrari mallorquí. El 2005 va rebre el Premi Ramon Llull i el 2009 la Medalla d'Or de l'Ajuntament de Palma.

## Obres
- Población, propiedad en la Cordillera Septentrional de Mallorca (1974)
- Historia Contemporánea de Mallorca. 1808-1868 (1979)
- El trabajo agrario en los siglos XVI y XVII (1983)